# Церква Святої Параскеви Терновської (Мирне)
Церква Святої Параскеви Терновської в Мирному — парафія і храм греко-католицької громади Підгаєцького деканату Бучацької єпархії Української греко-католицької церкви в селі Мирне Тернопільського району Тернопільської области.
Оголошена пам'яткою архітектури місцевого значення.

## Історія церкви
У селі існувала старовинна церква Богоявлення Господнього. Громада перейшла на греко-католицизм у 1701 році, спочатку належачи до Козівського, а з 1759 року — до Зарваницького деканату.
Близько 1700 року о. Симеон із сином Іваном збудували ще одну церкву — Святої Параскеви Сербської. Так у селі Теляче деякий час існувало дві церкви. У 1811 році церкву Богоявлення Господнього продали, а церква Святої Параскеви Сербської діяла до 1830 року, після чого її знесли. Ще у 1822 році біля неї заклали першу в районі кам'яну церкву Святої Параскеви Сербської, яка діє й донині. У 1861 році збудували парафіяльний будинок та господарські будівлі.
З приходом на парафію о. Петра Літинського було здійснено розпис церкви під керівництвом художника Меркупа. За кошти парафіян придбали намісні образи та орган, на якому грав композитор Володимир Билів. У 2000 році відбулася єпископська візитація владики Бучацької єпархії Іринея Білика. На території парафії розташовано три каплички, одна фігура та понад десять хрестів.

## Парохи
- о. Симеон (1719—1732),
- о. Іван, син Симеона (1732—1741),
- о. Іван Назаркевич (1741—1764),
- о. Іван Левицький (1764—1780),
- о. Кондратій Домкевич (1764—1780),
- о. Петро Сидорович (1780—1804),
- о. Ігнатій Шафронович (1804—1834),
- о. Симеон Чировський (1832—1836),
- о. Михаїл Винницький (1837—1841),
- о. Яків Половецький (1841—1842),
- о. Михайло Глібовицький (1842—1848),
- о. Михайло Фацієвич (1848—1849),
- о. Симеон Соболевський (1849-1855)
- о. Франц Розлуцький (1855—1880),
- о. Стефан Гапій (1880-1881)
- о. Міхайло Баран (1881—1883),
- о. Петро Літинський (1883—1922),
- о. Євстахій Гадукевич (1913-1918), сотрудник
- о. Ярослав Літинський (1922—1929),
- о. Омелян Ворона (1929-1930)
- о. Василь Джиджора (1930-1931),
- о. Осип Рибачук (1931—1940),
- о. Михайло Кулинич (1940—1944),
- о. Володимир Андрушко (1944—1945),
- о. Зенон Чубатий (1945—1946),
- о. Михайло Кузьма (1946—1958),
- о. Михайло Будник (1958—1966),
- о. Павло Беш (1966—1977),
- о. Петро Фелчишин (1977—1979),
- о. Володимир Маруда,
- о. Володимир Хома,
- о. Онуфрій Швигар (1979—1986),
- о. Михайло Стахнів (1986—1990),
- о. Василь Прищ (1990—1991),
- о. Михайло Касіян (1991—1995),
- о. Володимир Шевців (1995—1996),
- о. Михайло Касіян (1996—1998),
- о. Володимир Крижанівський (1998—2007),
- о. Михайло Касіян (2007),
- о. Теодор Дяків (2007),
- о. Петро Майка (з 2007).